# Han Qichang
Han Qichang (韩其昌; Yuantou, 1895 – Pechino, 1988) è stato un artista marziale cinese, maestro di Ganzhi Wushi Meihuazhuang sedicesima generazione.
Grazie al suo insegnamento oggi lo stile, che solitamente aveva un largo seguito nelle campagne, è molto diffuso a Pechino.

## Biografia
Han Qichang 韩其昌 è nato nel villaggio Yuantou nella contea di Shenxian nella provincia di Hebei in Cina.
Fin da bambino inizia a praticare arti marziali cinesi ed in particolare Chuojiao. Diventa poi allievo del celebre Li Cunyi nello stile Xingyiquan.
All'età di 22 anni, dopo alcuni anni di pratica, viene accolto come discepolo dal maestro di Meihuaquan Zhao Yinglian.
Dopo un periodo a Tianjin in cui Han fu messo in contatto con Zhang Zhaodong da Li Cunyi, egli fu raccomandato per un posto da istruttore in una scuola di Wushu a Baoding.
Nel 1929 partecipò e vinse una competizione nazionale di Wushu che si era tenuta ad Hangzhou.
Dal 1932, Han Qichang si trasferì a Pechino. Qui ebbe numerosissimi allievi tra cui Wang Zhizhong, Yan Zijie, Li Mingqing ed il figlio Han Jianzhong.
Han Qichang è morto nel 1988.